# Кормилицын, Владимир Ильич
Владимир Ильич Кормилицын (род. 1939) — учёный, лауреат Государственной премии СССР. Генеральный директор ЗАО "Научно-производственного предприятия «Технология и экология».

## Биография
Владимир Ильич Кормилицын родился в 1939 году. 
В 1967 году стал выпускником теплоэнергетического факультета МЭИ. Начал работать инженером на кафедре ТЭС. В 1970 году поступил в аспирантуру, в 1973 году защитил диссертацию. Его научным руководителем в аспирантуре был Лев Александрович Рихтер.
В 1977 году начал работать в Научном центре нелинейной волновой механики РАН института машиноведения им. А. А. Благонравова. Работал младшим научным сотрудником, затем — ассистентом, старшим преподавателем и доцентом. В 1992 году стал профессором кафедры Котельных установок и экологии энергетики МЭИ.
В 1993 году получил диплом доктора технических наук, в 1995 году — аттестат профессора.
В 1998 году была опубликована его монография «Экологические аспекты сжигания топлива в паровых котлах».
В 1999 году стал заведующим лабораторией «Волновой энергетики».
Владимир Кормилицын подготовил курс «Экология», по которому были выпущены учебные пособия.
В 2008 году появилось учебное пособие «Волновая технология приготовления альтернативных видов топлив и эффективность их сжигания».
В 2014 году стал главным научным сотрудником лаборатории «Волновой энергетики».
Он написал свыше 350 научных работ, 25 учебных пособий для студентов вузов.
Владимир Кормилицын академик Академии Промышленной Экологии РФ и Российской инженерной академии. Лауреат Государственной премии СССР.
Генеральный директор ЗАО "Научно-производственного предприятия «Технология и Экология».